# Sugar Grove (Illinois)
Sugar Grove è un villaggio degli Stati Uniti d'America, situato nello Stato dell'Illinois, nella contea di Kane.